# Польселли, Ренато
Ренато Польселли (итал. Renato Polselli) — итальянский кинорежиссёр, сценарист и продюсер. Как отмечал Луис Поль в своей книге Italian Horror Film Directors, Польселли был человеком, вокруг которого всегда кружила какая-то тайна. Он мало давал интервью, а его кинодеятельность также широко не освещалась. Однако его фильмы были весьма оригинальны и обладали галлюцинаторной запущенностью, хотя и были низкобюджетными.

## Карьера в кино

### 1952—1965
В кинематографе Польселли дебютировал в 1952 году, когда выступил в качестве режиссёра драмы Последнее прощение. Как утверждал сам режиссёр, он же написал, всего за несколько минут, сценарий к фильму. В этом же году был снят один из ранних джалло Преступление в луна-парке. В 1960 году выходит первый фильм ужасов режиссёра, а помимо этого и первый итальянский фильм о вампирах, Возлюбленная вампира, на создание которого Польселли вдохновила картина Теренса Фишера Дракула. Фильм имел некоторую сексуальную атмосферу, что в то время весьма редко использовалось. В 1962 году выходит фильм Ультиматум жизни, рассказывающий о четырёх женщинах, запертых в немецком лагере. Картина имела определённый успех, демонстрировалась в Европе и получила несколько наград. В 1963 году следует комедия Похождения в мотеле, сюжетно повествующая о молодой паре, снявшей гостиничный номер для того, чтобы заняться любовью. Однако на их пути постоянно появляются всякого рода препятствия, не дающие им возможности наконец-таки сделать это. Спустя год Польселли выпускает ещё один свой фильм ужасов — Чудовище оперы, который, при этом, был снят тремя годами ранее, но, ввиду проблем с прокатом, вышел лишь в 1964 году.
В 1964 году выходит ещё один фильм Польселли — комедия Семь гадюк, которую режиссёр называл жёноненавистнической. Сюжет картины сравнивал обычаи бракосочетания Италии и Аргентины. Также впервые при создании данного фильма Польселли начал сотрудничать с аргентинским продюсером Винченцо Казино, с которым в 1965 году снимет свой первый вестерн Шериф не любит стрелять. Вторым режиссёром фильма значился Хосе Луис Монтеро, однако Польселли, фактически, снял фильм целиком один. Кроме того, данная картина стала началом сотрудничества режиссёра с культуристом Мики Харгитеем.

### 1966—1980
В дальнейшем Польселли взял себе сначала псевдоним Леонид Престон, а впоследствии сменил его на Ральф Браун. В начале 70-х Польселли основал свою собственную киностудию G.R.P Cinematografica и начал снимать шокирующие кинозрителей фильмы. Так, в 1972 году его киностудия дебютировала фильмом Правда Сатаны, в котором главные роли исполнили Рита Кальдерони и Исакро Раваиоли — актёры, с которыми Польселли будет часто сотрудничать в будущем. Впоследствии фильм выкупили немцы, добавили порнографическую концовку и издавали под названием Дом страсти дьявольских желаний. В этом же году выходит джалло Горячка с Ритой Кальдерони и Мики Харгитеем в главных ролях. Картина имела успех и широкок распространилась по всему миру, став своеобразной визитной карточкой Польселли. В 1973 году вышла картина Реинкарнация Изабель, сочетавшая в себе элементы готического фильма ужасов и эротического фильма.
В 1974 году выходит очередной джалло Мания, который повествовал историю о замужней женщине, замыслившей убийство своего мужа. Впоследствии все копии картины были утеряны. В 1980 году в прокат вышла псевдодокументальная картина Непристойность, которая была снята ещё в 1973 году под названием Когда любовь непристойна и задумывалась режиссёром в качестве протеста против свободы творчества. Однако цензура не пропустила фильм в прокат, ввиду наличия сцен сексуального насилия и зоофилии. Польселли намеревался уже сжечь негативы картины, однако, после перемонтировки и переозвучания, лента, тем не менее, спустя семь лет вышла в прокат под видом феминистического манифеста, демонстрирующего всю мужскую сексуальнаю озабоченность, из-за которой страдают женщины.
К концу 70-х годов киностудия Польселли прекратила своё существование, а сам режиссёр сняв ещё несколько фильмов, стал писать сценарии, даже не упоминая своё имя в титрах. Последней режиссёрской работой Польселли стала картина 1999 года Fida professione manager, которая, однако, так и не была закончена.

## Фильмография
| Год  | Русское название                                | Оригинальное название фильма                               | Кто                 |
| ---- | ----------------------------------------------- | ---------------------------------------------------------- | ------------------- |
| 1952 | Последнее прощение                              | Ultimo perdono                                             | режиссёр, сценарист |
| 1952 | Преступление в луна-парке                       | Delitto al luna park                                       | режиссёр            |
| 1960 | Возлюбленная вампира                            | L’amante del vampiro                                       | режиссёр            |
| 1962 | Ультиматум жизни                                | Ultimatum alla vita                                        | режиссёр            |
| 1963 | Похождения в мотеле                             | Avventura al motel                                         | режиссёр            |
| 1964 | Чудовище оперы                                  | Il mostro dell’opera                                       | режиссёр            |
| 1964 | Семь гадюк                                      | Le sette vipere: Il marito latino                          | режиссёр            |
| 1965 | Шериф не любит стрелять                         | Lo Sceriffo che non spara                                  | режиссёр            |
| 1972 | Правда Сатаны                                   | La verità secondo Satana                                   | режиссёр            |
| 1972 | Горячка                                         | Delirio caldo                                              | режиссёр            |
| 1973 | Реинкарнация Изабель                            | Riti, magie nere e segrete orge nel trecento               | режиссёр            |
| 1973 | Размышления психиатра о мире извращённого секса | Rivelazioni di uno psichiatra sul mondo perverso del sesso | режиссёр            |
| 1974 | Мания                                           | Mania                                                      | режиссёр            |
| 1978 | Дом любви... Полиция вмешивается                | Casa dell’amore… la polizia interviene                     | режиссёр            |
| 1980 | Непристойность                                  | Quando l’amore è oscenità                                  | режиссёр            |
| 1984 | Марина и её животные                            | Marina e la sua bestia                                     | режиссёр            |